# Alija Bejtić
Alija Bejtić (1. května 1920 Kukavice, okres Rogatica, Bosna a Hercegovina – 7. července 1981 Sarajevo, Socialistická federativní republika Jugoslávie) byl bosenskohercegovský kulturní historik a publicista bosňáckého původu.

## Život
Základní školu navštěvoval v Rogatici. V Travniku studoval na medrese, nato přešel do Sarajeva, kde se zapsal na Vyšší islámskou šarí‘atsko-teologickou školu (1943–1945). Maturitu složil až po válce na sarajevském Prvním chlapeckém reálném gymnáziu (1946). V Záhřebu roku 1955 dokončil studium architektury na Technické fakultě, když obhájil práci s názvem Povijest i umjetnost Foče na Drini (Dějiny a umění Foči na Drině).
V letech 1954 a 1957 pracoval v bosenskohercegovském památkovém ústavu (Zemaljski zavod za zaštitu spomenika kulture i prirodnih rijetkosti), nato působil v sarajevském Ústavu urbanismu a konečně roku 1966 byl jmenován ředitelem městského památkové ústavu v Sarajevu (Gradski zavod za zaštitu spomenika kulture). Od roku 1977 pracoval v Orientálním ústavu v Sarajevu.
Bejtić je autorem 420 odborných prací, v tom 11 knih.

## Dílo
- Elči Hadži Ibrahim-pašin vakuf u Travniku: prilog kulturnoj povijesti Travnika (Elči hadži Ibrahim-pašův vakuf v Travniku: přípěvek ke kulturním dějinám Travniku, Sarajevo 1942), separát
- Priboj na Limu pod osmanlijskom vlašću 1418.–1912. (Priboj nad Limem za osmanské vlády v letech 1418–1912, Sarajevo 1945)
- Sokolovićev most na Drini u Višegradu (Sokolovićův most na Drině u Višegradu, Sarajevo 1945), separát
- Prilozi proučavanju naših narodnih pjesama = The contribution to the Study of our Folk Poems (Příspěvky ke studiu našich lidových písní, Sarajevo 1953), separát
- Prilozi proučavanju naših narodnih pjesama II = The contribution to the study of our folk poems II (Příspěvky ke studiu našich lidových písní II, Sarajevo 1955), separát
- Povijest i umjetnost Foče na Drini (Dějiny a umění Foči na Drině, Zagreb 1956, Sarajevo 1957)
- Bibliografija štampanih radova o spomenicima kulture u Sarajevu (Bibliografie vydaných prací o památkách v Sarajevu, Sarajevo 1957), separát
- Stara sarajevska čaršija: program za urbanističko uređenje (Stará sarajevský čaršije: urbanistická koncepce, Sarajevo 1962, autoři Alija Bejtić a Zdravko Kovačević)
- Bibliografija štampanih radova o Sarajevu do kraja 1954. godine (Bibliografie vydaných prací o Sarajevu do roku 1954, Sarajevo 1964)
- Stara sarajevska čaršija jučer danas i sutra: osnove i smjernice za regeneraciju (Stará sarajevská čaršije včera, dnes a zítra: základy a doporučení pro regeneraci, Sarajevo 1969)
- Rudo i rudski kraj kroz vijekove (Rudo a rudský kraj v průběhu věků, Sarajevo 1971)
- Osman Asaf Sokolović i njegov prinos društvu i kulturi Bosne i Hercegovine (Osman Asaf Sokolović a jeho přínos společnosti a kultuře Bosně a Hercegovině, Sarajevo 1972)
- Ulice i trgovi Sarajeva: topografija, geneza i toponimija (Ulice a náměstí Sarajeva: topografie, geneze a toponymie, Sarajevo 1973)
- Derviš M. Korkut kao kulturni i javni radnik (Derviš M. Korkut jako kulturní a veřejný pracovník, Sarajevo 1974)
- Regulacioni plan sanacije, konzervacije, restauracije i revitalizacije sarajevske čaršije (Regulační plán sanace, konzervace, restaurace a revitalizace sarajevské čaršije, Sarajevo 1975)
- Banjaluka pod osmanskom vladavinom: arhitektura i teritorijalni razvitak grada (Banja Luka za osmanské vlády: architektura a územní rozvoj města, Banja Luka 2007, editoři Alija Bejtić, Fuad Balić, Ismet Smailović, Sabira Husedžinović)

### Překlady z arabštiny a reedice starších překladů
- Tisuću i jedna noć: izbor (Tisíc a jedna noc: výbor, Zagreb 1951, Sarajevo 1986, 1990, 1996 a 1999)
- Omar Chajjám: Rubajje (Rubáiját, Zagreb 1954, Sarajevo 1994, překlad Mirza Safvet)
- Priče Orijenta (Příběhy Orientu, překlad Alija Bejtić, Šaćir Sikirić a Nedžad Sulejmanpašić, Zagreb 1962)

### Edice textů
- Šaljive narodne priče (Veselá lidová vyprávění, Zagreb 1955)
- Legende iz Polimlja o Polimlju (Pověsti z povodí Limu o Limu, Sarajevo 1971)
- Rudo: spomenica povodom 30-godišnjice Prve proleterske brigade (Rudo: pamětní kniha u příležitosti 30. výročí První proletářské brigády, Rudo 1971, editoři Ćamil Sijarić a Alija Bejtić)